# Vildmarksområder i Finland
Vildmarksområder i Finland (finsk: Erämaa-alueet, svensk: Ödemarksområden) i Finland er fjerntliggende områder, der er naturreservater efter IUCNs kategori Ib – Wilderness Area: vildmarker og/eller kategori VI – Beskyttede områder med bæredygtig brug af naturressourcer. Områderne blev oprettet i 1991 for at bevare deres vildmarkskarakter, den samiske kultur og samernes naturlige livsgrundlag. Der er 12 sådanne områder, som alle er beliggende i det nordlige Lapland. Reservaterne dækker et areal på 14.890 km2 . Alle reserver forvaltes af den finske skovadministration Metsähallitus.
- Hammastunturi vildmarksområde
- Kaldoaivi vildmarksområde
- Kemihaara vildmarksområde
- Käsivarsi vildmarksområde
- Muotkatunturi vildmarksområde
- Paistunturi vildmarksområde
- Pulju vildmarksområde
- Pöyrisjärvi vildmarksområde
- Tarvantovaara vildmarksområde
- Tsarmitunturi vildmarksområde
- Tuntsa vildmarksområde
- Vätsäri vildmarksområde